# چیزمن پارک (دنور)
چیزمن پارک (به انگلیسی: Cheesman Park) یک محله، بافت تاریخی و پارک شهری در ایالات متحده آمریکا است که در دنور واقع شده‌است.